# Stephens (Arkansas)
Stephens est une ville située dans l’État américain de l'Arkansas, dans le comté de Ouachita.

## Population et société

### Démographie
En 2020, le village comportait 770 habitants, dont 60 % d'afro-américains et 36 % de blancs. Quatre autochtones d'Amérique y vivaient également.